# Шульц, Карл-Лотар
Карл Лотар Шульц (нем. Karl-Lothar Schulz; 30 апреля 1907 — 26 сентября 1972) — немецкий офицер, участник Второй мировой войны, генерал-майор, кавалер Рыцарского креста с Дубовыми листьями и Мечами.

## Начало военной карьеры
В июне 1924 года поступил добровольцем на военную службу, в артиллерийский полк.
С 1925 года — служил в полиции, в сентябре 1935 года — старший лейтенант полиции.
В октябре 1935 года перешёл на военную службу, в воздушно-десантные войска, в звании старший лейтенант. К началу Второй мировой войны — командир парашютной роты, капитан.

## Вторая мировая война
С января 1940 года — командир парашютного батальона. В мае 1940 года участвовал в воздушном десанте в Нидерландах. Награждён Железными крестами обеих степеней и Рыцарским крестом. С июля 1940 года — майор.
В мае 1941 года участвовал в воздушном десанте на остров Крит.
С сентября 1941 года — на Ленинградском фронте. В марте 1942 года награждён Золотым немецким крестом. С июня 1942 года — командир 1-го парашютного полка, с октября 1942 года — подполковник.
С июля 1943 года — бои на острове Сицилия, затем в Италии. С октября 1943 года — полковник. Бои в районе Монте Кассино. В апреле 1944 года награждён Дубовыми листьями к Рыцарскому кресту.
С ноября 1944 года — командир 1-й парашютной дивизии, награждён Мечами (№ 112) к Рыцарскому кресту с Дубовыми листьями. С января 1945 года — генерал-майор.
2 мая 1945 года взят в британский плен. Отпущен в октябре 1947 года.